# Campeonato de Segunda División por ACOFA 1982
El Campeonato de Fútbol de Segunda División por ACOFA 1982, fue la edición número 2 de (Segunda División Aficionada) en disputarse. Respaldada por la Dirección General de Deportes y FEDEFUTBOL. Siendo el campeón del año 1981 la A.D. Fraternidad de Santa Bárbara.
Este campeonato constó de 34 equipos debidamente inscritos en la Asociación Costarricense de Fútbol Aficionado por (ACOFA) y de los cuales 20 son los que participan, ya que algunos se retiraron durante el proceso y otros se anexaron. Posteriormente en 1983 el campeonato se llama Segunda División B de ANAFA.

## Dividido en Cuatro Zonas que representan las 16 Regiones de la Segunda División Auspiciada por ACOFA
| Zona A | Zona A                                             |
| ------ | -------------------------------------------------- |
| 1      | A.D. Instituto Tecnológico de Costa Rica (Cartago) |
| 2      | A.D. Iztarú Esc. Laboratorio de Cartago Centro     |
| 3      | A.D. Asturias de San Rafael de Oreamuno            |
| 4      | A.D. Lalos Boy's de Siquirres                      |
| 5      | C.DeportivoMc Cluch (Macolo de Limón)              |
| 6      | A.D. Jardín Loria de La Roxana de Guapiles         |
| 7      | C. Deportivo Muebleria H.B de Limón                |
| 8      | C. Deportivo Valencia de Matina                    |
| 9      | Alianza de Río Frío de Sarapiquí                   |

| Zona B | Zona B                                          |
| ------ | ----------------------------------------------- |
| 1      | C. Deportivo Cariari de Plaza Víquez            |
| 2      | A.D. Veracruz de Sta. Maria de Dota             |
| 3      | A.D. Cruz Azul de Barrio El Carmen de Guadalupe |
| 4      | A.D. San Antonio de Coronado                    |
| 5      | C. Deportivo Muñóz de Alajuelita                |
| 6      | A.D. Mi Casa 89 de Golfito                      |
| 7      | C.A. San Luis de Pérez Zeledón                  |
| 8      | C.A. Centro de Sport en San José                |

| Zona C | Zona C                                           |
| ------ | ------------------------------------------------ |
| 1      | C. Deportivo Muelle Grande de San Carlos         |
| 2      | Deportivo Super Dany del Roble (Puntarenas)      |
| 3      | Deportivo San Lázaro de Nicoya                   |
| 4      | Club Deportivo Bijagua de Úpala                  |
| 5      | A.D. Monserrat de Barrio El Carmen de Puntarenas |
| 6      | C.Deportivo Las Delicias de Liberia              |
| 7      | A.D. Cananga de Nicoya                           |
| 8      | C. Deportivo San Lorenzo de Hojancha             |

| Zona D | Zona D                                         |
| ------ | ---------------------------------------------- |
| 1      | Club Deportivo Diablos Rojos de San Pablo      |
| 2      | A.D. Cooperativa Victoria de Grecia            |
| 3      | A.D. Carrizal                                  |
| 4      | A.D. Cosmos de Pavas                           |
| 5      | C.D. Cerros Unite Brand de Quepos              |
| 6      | A.D. Turrucares de Alajuela                    |
| 7      | C.D. San Bosco de Coto Brus                    |
| 8      | A.D. Juventud Olímpica de Sabalito (Coto Brus) |
| 9      | C.D. Hospital Max Terán de Quepos Centro       |

## Clubes con clasificación directa de la Segunda División B Auspiciada por ACOFA en 1981
Los clubes favoritos para llevarse el título de la Segunda División de ACOFA 1982 fueron: Club Deportivo Diablos Rojos de San Pablo de Heredia, La A.D. TEC de Cartago, A.D. Cariari de Plaza González Víquez y Muelle Grande de San Carlos.
Estos cuatro clubes venían de hacer una gran campaña en la segunda División B de Ascenso por ACOFA (3.ª. División) en 1981.

## Clasificación por la Cuadrangular Final de Segunda División Auspiciada por ACOFA
Durante este proceso de clasificación se inscribieron otros clubes, entre estos la A.D. Asturias de Oreamuno, Centro de Sport y Veracruz de Dota. Ya que algunos clubes deciden por situaciones internas de sus asociaciones retirarse del campeonato.
| Zona A | Zona A                                                    |
| ------ | --------------------------------------------------------- |
| 1      | A.D. Lalo´s Boys de Siquirres                             |
| 2      | Deportivo Jardín de Loría                                 |
| 3      | Alianza de Río Frío de Sarapiquí                          |
| 4      | Moto Sierras Mc Cluch de Limón y (5) Asturias de Oreamuno |

| Zona B (Grupo 1) | Zona B (Grupo 1)                 |
| ---------------- | -------------------------------- |
| 1                | A.D. Cariari de Plaza Víquez     |
| 2                | C. Deportivo Muñóz de Alajuelita |
| 3                | A.D. Cruz Azul de Guadalupe      |
| 4                | A.D. San Antonio de Coronado     |

| Zona B (Grupo 2) | Zona B (Grupo 2)           |
| ---------------- | -------------------------- |
| 1                | A.D. Mi Casa 89 de Golfito |
| 2                | A.D. Veracruz de Dota      |

| Zona C | Zona C                                           |
| ------ | ------------------------------------------------ |
| 1      | A.D. Cananga de Nicoya                           |
| 2      | A.D. Super Dany del Roble de Puntarenas          |
| 3      | Deportivo Las Delicias de Liberia                |
| 4      | A.D. Monserrat del Barrio El Carmen (Puntarenas) |
| 5      | C. Deportivo Muelle Grande de San Carlos         |

| Zona D | Zona D                             |
| ------ | ---------------------------------- |
| 1      | A.D. Cosmos de Pavas               |
| 2      | A.D. Turrúcares                    |
| 3      | A.D. Carrizaleña                   |
| 4      | A.D. San Bosco de Coto Brus        |
| 5      | A.D. Juventud Olímpica de Sabalito |

## Formato del Torneo
Los cuatro equipos clasificados en cada zona jugarán una cuadrangular a dos vueltas, de los que se clasificara un equipo por zona. Los cuatro clasificados disputarán un torneo final para decidir el campeón nacional de ACOFA.
El Tercer lugar lo ocupó la A.D. Cariari de Plaza González Víquez y el cuarto puesto la A.D. Cosmos de Pavas.

## Campeón Monarca de Segunda División por ACOFA 1982
| Campeonato de Segunda División por ACOFA 1982                                                | Campeonato de Segunda División por ACOFA 1982 |
| -------------------------------------------------------------------------------------------- | --------------------------------------------- |
| Campeón Nacional de Segunda División de ACOFA 1982. Deportivo Ciclón Lalos Boys de Siquirres |                                               |
| Subcampeón Nacional de Segunda División de ACOFA 1982. A.D. Cananga de Nicoya                |                                               |

## Ligas Superiores
- Primera División de ACOFA 1982

- Tercera División de Costa Rica 1982 (2.ª. División de Ascenso)

- Campeonato de Segunda División de Costa Rica 1981-1982

- Primera División de Costa Rica 1982

## Ligas Inferiores
- Campeonato de Segunda División B de Ascenso por ACOFA 1982

- Campeonato de Cuarta División por ACOFA 1982

- Terceras Divisiones Independientes

## Torneos
| Predecesor: Campeonato 1981 | 'Segunda División de Costa Rica por ACOFA 1982' Campeonato 1982 | Sucesor: Campeonato 1983 |